# Minua nebulae
Minua nebulae is een hooiwagen uit de familie Minuidae.